# 김일주
김일주(1933년 5월 7일~)는 대한민국의 정치인이다. 제15대 국회의원을 지냈다.

## 역대 선거 결과
|  | 6.73% |

|  | 18.93% |

|  | 32.01% |

|  | 23.61% |

|  | 57.16% |

|  | 19.39% |